# Dialekt gipuzkoański

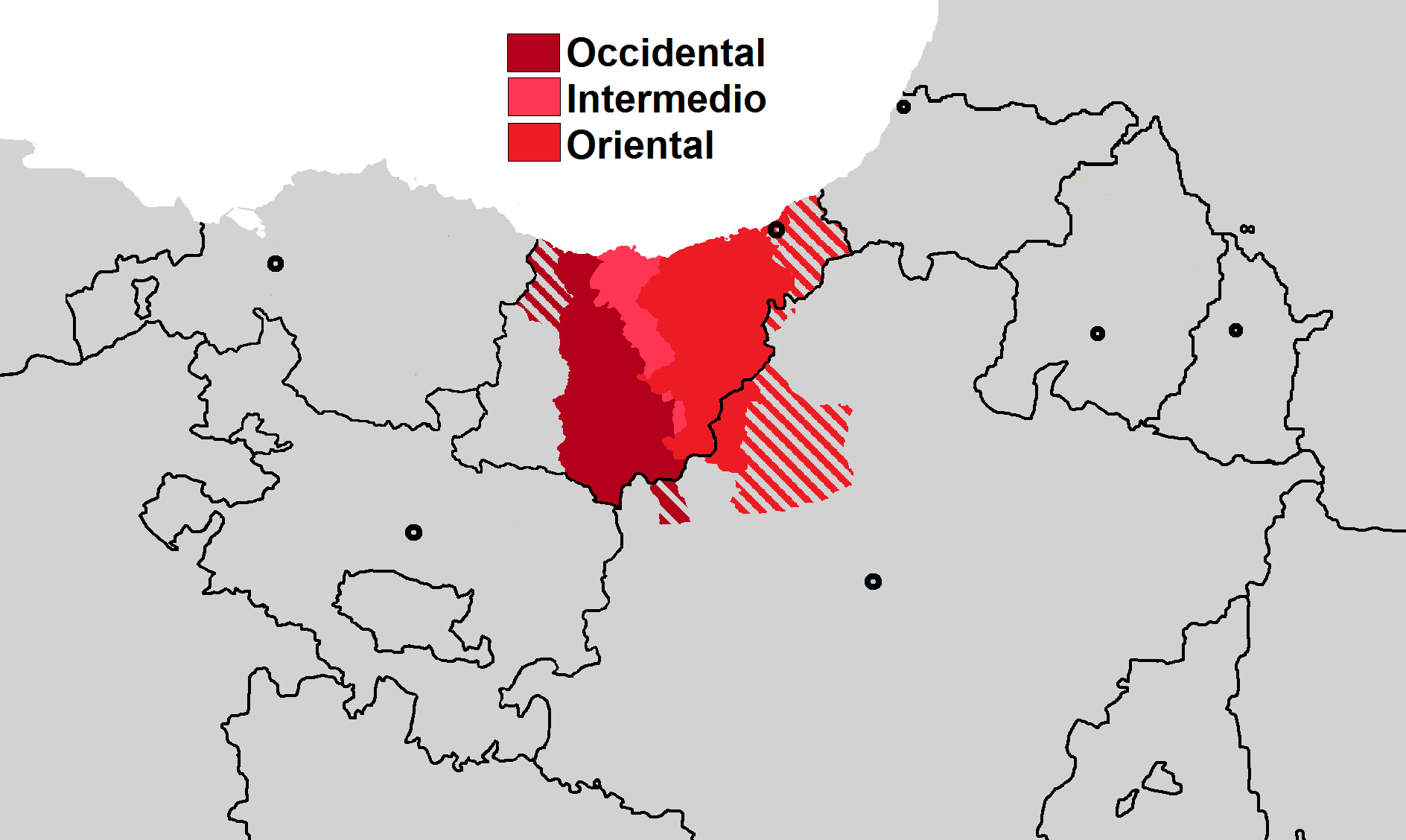

Dialekt gipuzkoański – dialekt języka baskijskiego, na którym oparta jest jego ustandaryzowana forma – batua. Jest używany w prowincji Gipuzkoa i w małej części Nawarry.

## Cechy
- Fonem j jest realizowany jako x.
- Czasownik joan (iść) wymawia się jun [xun].